# 金田真一
金田 真一（かねだ しんいち、1960年11月2日 - 2004年5月17日）は、日本の作曲家、打楽器奏者。

## 人物・来歴
1960年11月2日、静岡県浜松市生まれ。静岡県立浜松西高等学校卒業。在校中は吹奏楽部に所属するとともに生徒会長も務めた。ノーベル物理学賞を受賞した天野浩とは同じ学年。
東京学芸大学教育学部音楽科中退。打楽器を山本真理子、塚田靖、松倉利之、山口恭範に、作曲を尾崎敏之に師事。
1983年、第1回日仏現代音楽作曲コンクール入選。
1985年、筑波科学万博「未来芸術祭」出演。
1989年、映像・舞踏・音楽を融合させたマルチメディアパフォーマンス「S.A.V.O.」を開催。
1993年、文化庁国際交流基金の派遣によりフランス、ベルギーで公演を行う。
2001年、Winds Cafeにおいて、赤ワイン瓶50本を割るパフォーマンスを行った。
2003年からは下半身麻痺のため、美術作家とのコラボによる音響彫刻の製作、演奏を行った。
2004年5月17日、ガンのため東京都武蔵野市の病院にて死去。43歳没。『エオリアン・クインテット』が遺作となった。

## 主要作品

### 打楽器アンサンブル曲
- 第1組曲
- 第2組曲
- カプリス
- ソナチネ
- エオリアン・トリオ
- エオリアン・カルテット
- エオリアン・クインテット